# Ikram Ouaaziz
Ikram Ouaaziz (* 6. Juli 1999) ist eine marokkanische Leichtathletin, die sich auf den Hindernislauf spezialisiert hat.

## Sportliche Laufbahn
Erste internationale Erfahrungen sammelte Ikram Ouaaziz 2018 bei den U20-Weltmeisterschaften in Tampere, bei denen sie mit 10:13,97 min im Vorlauf ausschied. Im Jahr darauf gewann sie bei den Arabischen Meisterschaften in Kairo in 10:20,31 min die Silbermedaille hinter der Bahrainerin Winfred Mutile Yavi und im August belegte sie bei den Afrikaspielen in Rabat in 10:03,64 min Rang fünf. Auch bei den Afrikameisterschaften 2022 in Port Louis gelangte sie mit 9:53,06 min auf Rang sechs und anschließend wurde sie bei den Mittelmeerspielen in Oran in 16:05,96 min Vierte im 5000-Meter-Lauf und sicherte sich im Hindernislauf in 9:32,87 min die Bronzemedaille hinter der Albanerin Luiza Gega und Marwa Bouzayani aus Tunesien. Daraufhin gewann sie bei den Islamic Solidarity Games in Konya in 9:57,18 min die Bronzemedaille hinter den Bahrainerinnen Yavi und Tigist Getent Mekonen. Im Jahr darauf belegte sie bei den Crosslauf-Weltmeisterschaften 2023 in Bathurst mit 24:48 min den siebten Platz in der Mixed-Staffel. Im Juni siegte sie dann in 9:48,03 min im Hindernislauf bei den Arabischen Meisterschaften in Marrakesch und kurz darauf gewann sie bei den Panarabischen Spielen in Algier in 9:43,57 min die Bronzemedaille hinter der Bahrainerin Winfred Mutile Yavi und Marwa Bouzayani aus Tunesien. Im August siegte sie in 9:52,74 min bei den Spielen der Frankophonie in Kinshasa. 2024 belegte sie bei den Afrikameisterschaften in Douala in 9:48,05 min den fünften Platz.
In den Jahren 2018 und 2019 sowie von 2021 bis 2024 wurde Ouaaziz marokkanische Meisterin im Hindernislauf.

## Persönliche Bestzeiten
- 1500 Meter: 4:21,61 min, 2. Juni 2021 in Rabat
- 3000 Meter: 9:04,32 min, 5. Juni 2022 in Rabat
- 5000 Meter: 16:05,96 min, 2. Juli 2022 in Oran
- 2000 m Hindernis: 6:19,78 min, 19. Juni 2022 in Rabat (marokkanische Bestleistung)
- 3000 m Hindernis: 9:32,83 min, 22. Juni 2024 in Wien